# The Staves
The Staves est un trio indie folk britannique, composé des sœurs Emily, Jessica et Camilla Staveley-Taylor.

## Biographie
Originaires de Watford, Hertfordshire en Angleterre, Emily, Jessica et Camilla Staveley-Taylor apprennent à jouer de la guitare auprès de leur père. Enfants, elles aspirent à créer ensemble un programme télévisé de comédie à sketches. 
Elles commencent à se produire ensemble lors de soirées de micro ouvert organisées par un pub local, The Horns. Elles se présentent alors sous le nom de The Staveley-Taylors, avant de devenir The Staves,,.

## Carrière musicale
En juillet 2010, The Staves participe à l'album Praise and Blame de Tom Jones, et assure la première partie de la tournée britannique de Mt. Desolation à l'automne de la même année. Jessica Staveley-Taylor a également enregistré sa voix sur l’album éponyme de Mt. Desolation. 
En 2011, le trio sort un premier EP intitule Live at Cecil Sharp House, suivi de Mexico. Elles collaborent sur 100 Acres of Sycamore, le troisième album studio de Fionn Regan.
The Staves effectue une tournée aux États-Unis en assurant la première partie du duo américain The Civil Wars en janvier 2012, suivie de représentations au South by Southwest et d'une tournée en mars et avril aux côtés de Bear's Den, Nathaniel Rateliff et Ben Howard. Cette tournée fait l’objet du documentaire Austin to Boston, réalisé par Marcus Haney. Le groupe a également assuré la première partie de Bon Iver, lors de sa tournée américaine et canadienne de mai et juin 2012,. 
Le premier album du groupe Dead & Born & Grown sort en novembre 2012, sous la direction de Glyn Johns et Ethan Johns.
En mars 2014, The Staves édite son second album studio If I Was sur le label Atlantic Records au Royaume-Uni et en Europe, et chez Nonesuch Records aux États-Unis. Ce second projet est produit par Justin Vernon de Bon Iver. Après avoir accompagné le groupe lors de différentes représentations, le trio féminin réalise plusieurs premières parties pour Florence and the Machine sur la tournée How Big Tour.
The Staves rejoint le line-up live de Bon Iver pour la tournée asiatique du groupe, fin février et début mars 2016.
Le 24 novembre 2017, The Staves sort The Way is Read, un album complet créé en collaboration avec l'ensemble de musique de chambre, yMusic, basé à New York. 
En octobre et novembre 2018, les sœurs Emily, Jessica et Camilla Staveley-Taylor assurent la première partie du groupe suédois de musique folk, First Aid Kit lors de leur tournée Rebel Heart.
Le 5 février 2021, leur troisième album studio Good Woman est édité via Atlantic Records UK et Nonesuch Records. L'album est produit par John Congleton,,.

## Discographie

### Albums studio
- 2012 : Dead & Born & Grown (Atlantic Records)
- 2014 : If I Was (Atlantic Records)
- 2021 : Good Woman (Atlantic Records)
- 2024 : All Now (Communion Records)

### Collaborations
avec YMUSIC
- 2017 : The Way is Read (Nonesuch Records)